# Zeitoun
Zeitoun (arabiska: الزيتون), även El-Zaytoun, är ett distrikt (kism) i nordöstra Kairo, Egypten. Det gränsar bland annat till distrikten Hadaiq al-Qubbah samt Heliopolis och blev välkänt för sina uppenbarelser av Jungfru Maria under åren 1968–1971.
Namnet Zeitoun betyder ordagrant oliv på arabiska.